# Two Rivers (Alaska)
Two Rivers ist ein Ort und ein census-designated place (CDP) im Fairbanks North Star Borough in Alaska in den Vereinigten Staaten. Das U.S. Census Bureau hatte bei der Volkszählung 2020 eine Einwohnerzahl von 650 ermittelt.

## Geographie
Two Rivers befindet sich im Alaska Interior 26 km östlich von Fairbanks. Das CDP hat eine Längsausdehnung in WSW-ONO-Richtung von 16 km sowie eine maximale Breite von etwa 6 km. Das CDP-Gebiet erstreckt sich über eine Hügellandschaft ostnordöstlich von Fairbanks. Der Little Chena River trennt im Westen das CDP-Gebiet vom angrenzenden Steele Creek CDP. Im Osten verläuft die CDP-Grenze zum benachbarten Pleasant Valley CDP entlang dem Flusslauf des „Jenny M Creek“. Die „Chena Hot Springs Road“ durchquert zwischen den Meilen 13 und 25 den Süden von Two Rivers grob in Ost-West-Richtung und erschließt dabei die nördlich und südlich anliegenden Wohngebiete. Der Norden und Nordosten des CDP-Gebietes sind weitgehend unbewohnt.

## Geschichte
Two Rivers ist das Ergebnis einer Erweiterung des Siedlungsgebietes um Fairbanks in den 1970er Jahren. 1980 erschien Two Rivers erstmals beim Zensus als ein census-designated place, damals mit 359 Einwohnern.

## Demografie
Zum Zeitpunkt der Volkszählung im Jahre 2020 (U.S. Census 2020) hatte Two Rivers 650 Einwohner auf einer Landfläche von 71,68 km². Von den Einwohnern waren 508 Weiße, 21 amerikanisch-indianischer Abstammung sowie 15 Asiaten. Beim Zensus 2000 gab es 482 Einwohner, beim Zensus 2010 waren es 719 Stück.